# Матевосян, Рубен Мацакович
Рубе́н Мацакович Матевося́н (арм. Ռուբեն Մացակի Մաթևոսյան; 12 января 1941, Спитак, Армянская ССР, СССР) — армянский певец, композитор, исполнитель народных песен, педагог, народный артист Армянской ССР (2 марта 1978).
Р. Матевосян выступил в более 60 странах мира, дал более тысячи концертов.

## Биография
Р. Матевосян родился в 1941 году в Спитаке. Окончил музыкальную школу имени Саят-Новы, также учился на филологическом факультете Ереванского государственного университета и одновременно — в консерватории.
Работал на телевидении с 1961 года, также — в ансамбле народных инструментов радиокомитета (с 1996 был его руководителем).
Рубен Матевосян исполнял народные песни и произведения армянских композиторов, в том числе оперные (ария Саро из оперы «Ануш»).
Преподавал в Государственной консерватории и в колледже им. Арно Бабаджаняна.
Народному артисту посвящён документальный фильм «Кто сломал пластинку».
Творчество Р. Матевосяна высоко ценили такие деятели искусства как Мартирос Сарьян, Арам Хачатурян, Дмитрий Кабалевский, Людмила Зыкина.

## Награды
- Заслуженный артист Армянской ССР (1968).
- Народный артист Армянской ССР (2 марта 1978).
- Орден Святого Месропа Маштоца (3 сентября 2011) — по случаю 20-летия независимости Республики Армения, за большой личный вклад в развитие и распространение армянского песенного искусства[2].
- Орден Почёта (17 сентября 2016) — по случаю 25-летия Независимости Республики Армения, за большой вклад в развитие музыки и многолетнюю самоотверженную деятельность[3].
- Медаль Мовсеса Хоренаци (1998).
- Почётный гражданин Еревана (2015).